# Pueblo Bonito

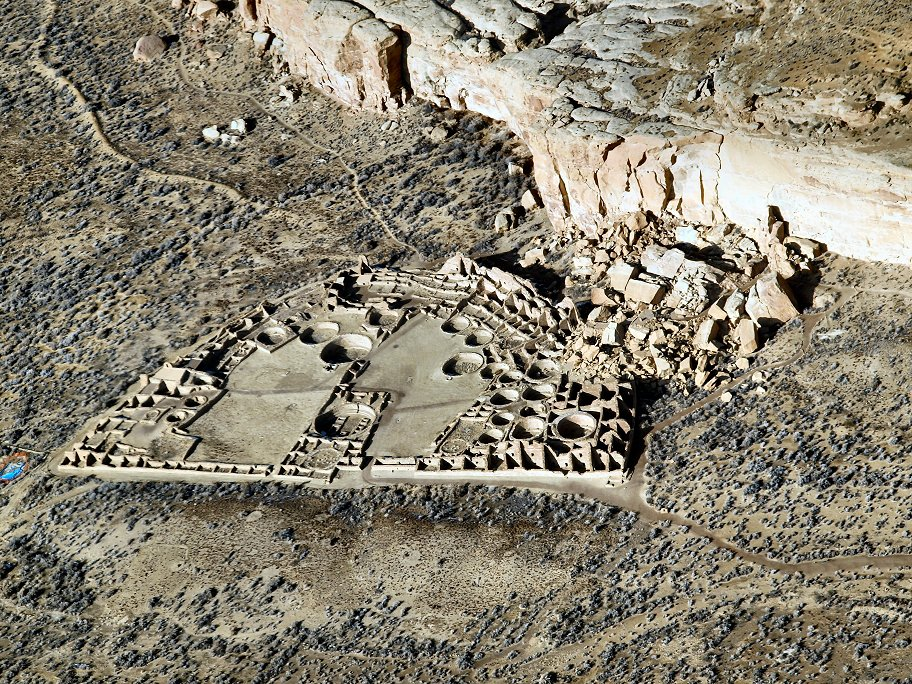
Widok na stanowisko

Pueblo Bonito (hiszp. „Piękne Miasto”) – ruiny osiedla położone w południowo-zachodniej części hrabstwa San Juan w amerykańskim stanie Nowy Meksyk. Część Historycznego Parku Narodowego Kultury Chaco. Osiedle położone jest w północnej części kanionu Chaco, u podnóża 30-metrowego klifu. 

## Historia
Pueblo Bonito funkcjonowało w okresie między 850 a 1150 rokiem i w okresie swojego istnienia przechodziło wielokrotne przebudowy. W 1941 roku część klifu oderwała się, niszcząc północno-wschodnią część stanowiska.
Na przełomie XIX i XX wieku George Pepper i Richard Wetherill odkryli na terenie stanowiska sto jedenaście glinianych dzbanów. Późniejsze odkrycie przez Patricię Crown resztek kakao w naczyniach, może świadczyć o handlu mieszkańców Pueblo Bonito z Toltekami.

## Opis
Zbudowane na półkolistym planie, zajmowało obszar o powierzchni 1,2 hektara. Składało się z od 650 do 800 komnat i 38 okrągłych kiw, z których największa miała średnicę 20 metrów. Komnaty miały rozmiary od 8,1 do 13,5 m². Pomieszczenia i mury Pueblo Bonito wykonano z obrobionych kamieni łączonych glinianą zaprawą, zaś do konstrukcji dachów używano importowanego drewna. Do wnętrza budynków wchodzono drabiną przez otwór w dachu. W okresie największego rozkwitu osada liczyła około 1200 mieszkańców.